# 자혜사
자혜사(慈惠寺)는 황해남도 신천읍 서원리에 위치한 오랜 절이다.
자혜사는 창건연대를 밝힐 수 있는 자료가 남아 있지 않다. 다만 조선 숙종 42년(1716)에 쓴 자혜사 중수기에도 이 절의 창건연대를 알지 못한다는 기록과 함께 여러 차례 거듭된 피해로 그 사적마저 멸실되었음을 전하고 있다. 1572년에 재건된 현재의 절에는 대웅전과 승방, 오층석탑과 석등이 남아 있는데 석등과 석탑은 고려 초기의 것이므로 절도 고려 초기에 이미 있었음을 알 수 있다.

## 자혜사 대웅전
자혜사 대웅전은 송광사 국사전과 공통점이 많은 맞배형의 익공집으로, 조선 초기 건축양식의 한 면을 보여준다. 앞면 3칸(9.28m), 옆면 4칸(9.25m)의 배집인데 뒷면보다 앞면을 낮추어 처마를 길게 연장하였으며, 앞은 겹처마인데 비해 뒤는 홑처마로 되어 있다. 기둥은 배부른 기둥이고 두공은 2익공 바깥도리식이다. 매칸마다 액방과 장여 사이에 연꽃무늬를 뚫어 새긴 화반을 하나씩 얹었다. 건물 안 바닥에는 널마루를 깔았고 천장은 통천장이다. 용마루를 받친 화반대공 좌우에는 활개를 달아 받침대로 삼았으며 화려한 단청장식을 하였다.
건물은 대체로 균형이 맞고 조화가 잘 되어 아담한 감을 준다.

## 자혜사 오층석탑
자혜사 대웅전 앞뜰에 서 있다.
고려 초기 자혜사를 처음 지을 때 함께 세운 것으로 2층으로 된 바닥단과 다섯층의 탑몸, 탑머리 부분으로 구성된 바른사각형 평면의 돌탑이다. 높이 5.94m.바닥돌 위에 두 개의 단으로 만든 아래바닥단 한 변의 길이는 4.2m이다. 아래바닥단 높이가 낮은데 비하여 윗바닥단은 훨씬 높다.
아래바닥단 가운뎃돌의 매면에는 3m씩의 오묵이를 냈고 한 가운데는 인동무늬를 새겼다. 아래위 바닥단 갓돌에는 연꽃잎을 돋을새김하여 윗바닥단 가운뎃돌을 사이에 두고 서로 마주보도록 장식하였다. 윗바닥단 갓돌 윗면은 곧으며, 윗바닥단 가운뎃돌의 모서리와 탑몸 모서리들에는 모기둥을 돋아 새겼다. 1층 탑몸 앞면과 뒷면의 가운데는 자물쇠를, 그 좌우에는 인왕산을 각각 한 개씩 새겼다. 인왕산은 생동하는 형상으로 조각이 우수하다. 1층 탑몸체에는 사람모양의 조각을 새겼는데 그 형상이 걸작이다.
4단씩의 처마받침을 굵게 준 지붕돌은 추녀 아래윗선을 보기좋게 같이 휘어올린 돌추녀인데 고려탑의 일반형식보다 길게 내뽑았다. 지붕추녀 끝 네 모서리마다 바람방울을 달았던 고리못 흔적이 있다.
탑머리로는 4각형의 노반과 보륜 위에 활짝 핀 연꽃 송이를 놓고 그 안에 보주를 올려놓았는데 정교하고 아름답다.
탑몸과 탑지붕을 차례로 줄여 올라간 이 탑은 전체적으로 안정감 있게 균형이 잘 잡히었으며 웅장하면서도 듬직하고 굳센 감을 준다. 또한 반듯한 탑몸과 날아갈 듯 날씬하게 쳐든 돌추녀의 조화는 깨끗하고 단정하다.

## 자혜사 석등
자혜사 대웅전 앞에 있는 고려 때의 돌등으로, 자혜사 탑과 같은 위치에서 서 있다.
정6각형 형태로 총 높이는 3.88m이다. 석등 맨 아래에 기단 댓돌을 놓고, 그 위에 높이 1.17m의 6모 기둥같이 생긴 중간돌을 세운 다음, 다시 연꽃무늬를 새긴 앉은 돌을 놓았다. 그 위에 가운데가 뚫린 등불을 놓는 자리를 만들고, 다시 지붕돌과 머리부분을 차례로 올려놓았다.
석등의 바닥단에는 갓돌윗면에 굵직굵직한 연꽃무늬를 돋을새김하여 장식적 효과를 높였다. 바닥단위에는 6각기둥을 세웠다. 기둥돌 위에 한 단의 받침돌을 얹고 그 위에 중대돌을 놓았는데, 그 밑면에는 바닥단 윗면처럼 연꽃무늬를 새겼다. 중대돌 위에 있는 불집돌의 남쪽과 북면에는 네모난 구멍을, 동쪽과 서쪽면에는 굽은 구슬모양의 구멍을 내어 그 안에 불을 켤 수 있게 하였다. 돌추녀로 된 지붕돌의 추녀마루와 추녀 끝은 미묘한 곡선을 이루었다.석등 머리부분의 첫 단에는 6각형 대접처럼 생긴 돌을 얹어놓고 그 위에 동그란 고리를 포갠 듯한 두 줄의 고임을 주었다. 그 위에 다시 둥글납작한 고임을 주고 맨 위에 연꽃봉오리 같이 곱게 조각한 돌을 올려놓았다.
자혜사 석등은 그 구상과 수법, 종형예술적 기교에서 뛰어난 재능과 능란한 솜씨를 보여주고 있으며, 모양과 선들이 부드럽고 아름답다.